# Ferrari 599
Ferrari 599 GTB Fiorano (cod intern F141) este un grand tourer produs de producătorul italian de automobile Ferrari. Modelul cu două locuri cu motor frontal al mărcii a înlocuit 575M Maranello în 2006 ca model 2007 și a fost înlocuit pentru anul model 2013 de F12berlinetta.
Design de Pininfarina sub conducerea lui Jason Castriota, 599 GTB a debutat la Salonul Auto de la Geneva în februarie 2006. Caroseria prezintă o aerodinamică optimizată cu panouri distincte de vele care flanchează luneta din spate, direcționând și maximizând fluxul de aer către un nolder liniar din spate.
599 este numit pentru cilindreea totală a motorului de 5.999 cc (6,0 L), natura Gran Turismo Berlinetta și pista de testare a circuitului Fiorano folosit de Ferrari.